# メンデス・ヌニェス (フリゲート)
メンデス・ヌニェス（スペイン語：Méndez Núñez F-104）は、スペイン海軍のフリゲート。アルバロ・デ・バサン級フリゲートの4番艦。艦名はカスト・メンデス・ヌニェス（es:Casto Méndez Núñez）に由来する。

## 艦歴
「メンデス・ヌニェス」は、イージスシステム搭載型フリゲートとしてイサルフェロル造船所で建造され、2003年5月16日起工、2004年11月12日進水、2006年3月21日に就役した。
2008年4月21日、ソマリア近海で警戒中であったイギリス海軍の「R06 イラストリアス」戦闘群の一部として展開中のところ、スペイン籍のマグロ漁船「プラヤ・デ・バキオ」が同月20日にソマリア沖の海賊に襲撃され拉致された。これに対してただちに救出行動に移り、同月26日に解放された。
マグロ漁船が解放されたとき、再び海賊はこれを襲撃しようとしたが艦載ヘリコプターとゾディアックボートを展開してこれを妨害した。
2009年11月時点においてソマリア沖の海賊対策であるアタランタ作戦欧州連合海上部隊に参加しアデン湾に展開している。
2011年3月にはリビア飛行禁止空域での海上封鎖任務のためにリビア沖へ派遣される。
2012年2月20日から22日まで、アルボラン海とバレアレス諸島で実施された統合防空演習「シリオ12（Sirio-12）」に参加する。7月2日から5日にかけて、フリゲート「F101 アルバロ・デ・バサン」と「F-102 アルミランテ・ファン・デ・ボルボーン」、補給艦「A15 カンタブリア（Cantabria）」、潜水艦「S71 ガレルナ」、第9飛行隊のAV-8B垂直離着陸戦闘機などと共にガリシア沖大西洋岸にて「MAR-22」演習に参加する。11月23日、ソマリア沖に向けて出航する。12月6日には揚陸艦「L52 カスティーヤ」が出航し、いずれかがアタランタ作戦に参加すると見られた。12月6日、アタランタ作戦に参加し、12月19日には連合を組む別の艦艇と共に世界食糧計画の第2次輸送船舶の護衛を終え、そして北朝鮮船舶「デ・サン（Dae San）」への海賊船の接近を阻止した。
2013年1月23日、悪天候下で補給艦「A15 カンタブリア」から補給を受け、オーストラリア海軍に引き渡される新造艦の9ヶ月に渡る慣熟訓練に関与し長期展開の試験を行う。2月19日のオランダ海軍「F804 デ・ロイテル」による海賊容疑者9人の逮捕に協力した。
3月9日、2012年5月11日に拘束されていたタンカー「ロイヤル・グレース（Royal Grace）」を解放に関与し、タンカーは哨戒艦「P42 ラジョ（Rayo）」の護衛の受けてオマーンのサラーラ港に寄港する。3月11日、2012年5月11日にオマーン沖にて海賊に拘束されたリベリア船籍の大型タンカー「スミュルニ（Smyrni）」は民間チームによる交渉で解放され、安全海域まで護衛する。4月5日、ナバンティア社がサウジアラビア海軍に販売するフリゲート6隻のオプションを支援するために、4月5日に先行したフリゲート「F83 ヌマンシア」に続き、4月8日にジッダ港に寄港する。4月11日に帰航を開始し、4月18日から19日にイタリアのアウグスタ湾にてNATOの施設から給油を受け、メッシーナ海峡を通過してフェロル港に帰港する。
2025年4月からイギリス海軍空母「プリンス・オブ・ウェールズ」を中心とした英空母打撃群（CSG 25）の構成艦として、インド太平洋地域に展開する。地中海からスエズ運河を抜け、インド洋を横断、7月半ばに空母「プリンス・オブ・ウェールズ」などから分離し、日本を訪問するため、単艦で西太平洋を北上し、同年7月24日に神奈川県の海上自衛隊横須賀基地に入港した。スペイン海軍の声明によれば、スペインの軍艦が来日するのは131年ぶりであるという。1894年にベラスコ級非防護巡洋艦「ドン・フアン・デ・アウストリア」が大日本帝国を訪れ横浜港に投錨してから、131年目となる。それから30年以上が過ぎた1927年10月1日、スペイン海軍のメンデス・ヌニェス級軽巡洋艦「ブラス・デ・レソ」が訪日、横浜に入港している。
7月29日から7月31日まで、海上自衛隊呉基地・係船堀地区に寄港。
同年7月31日から8月4日にかけて、四国南方からフィリピン東方の訓練海域において海上自衛隊の護衛艦「かが」、「てるづき」とともに日スペイン共同訓練を実施した。引き続き8月4日から8月12日にかけて西太平洋の訓練海空域において、英空母打撃群とともに日英米豪西諾共同訓練に参加した。海上自衛隊から「かが」、「てるづき」が、米海軍からは空母「ジョージ・ワシントン」、巡洋艦「ロバート・スモールズ」、駆逐艦「シャウプ」、強襲揚陸艦「アメリカ」が参加した。その後、英国空母打撃群から離脱。

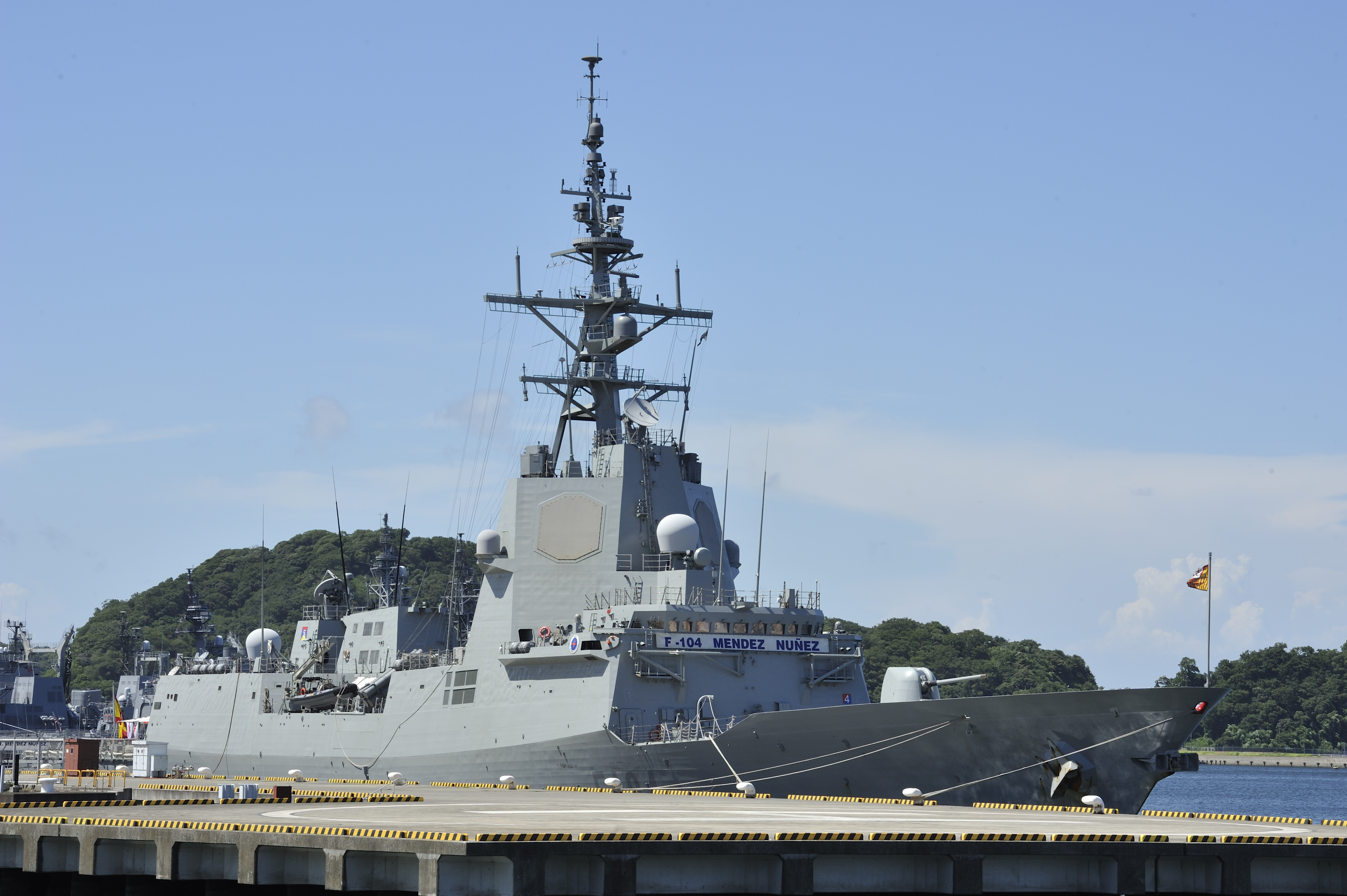
横須賀に寄港中の「メンデス・ヌニェス」（2025年7月26日）
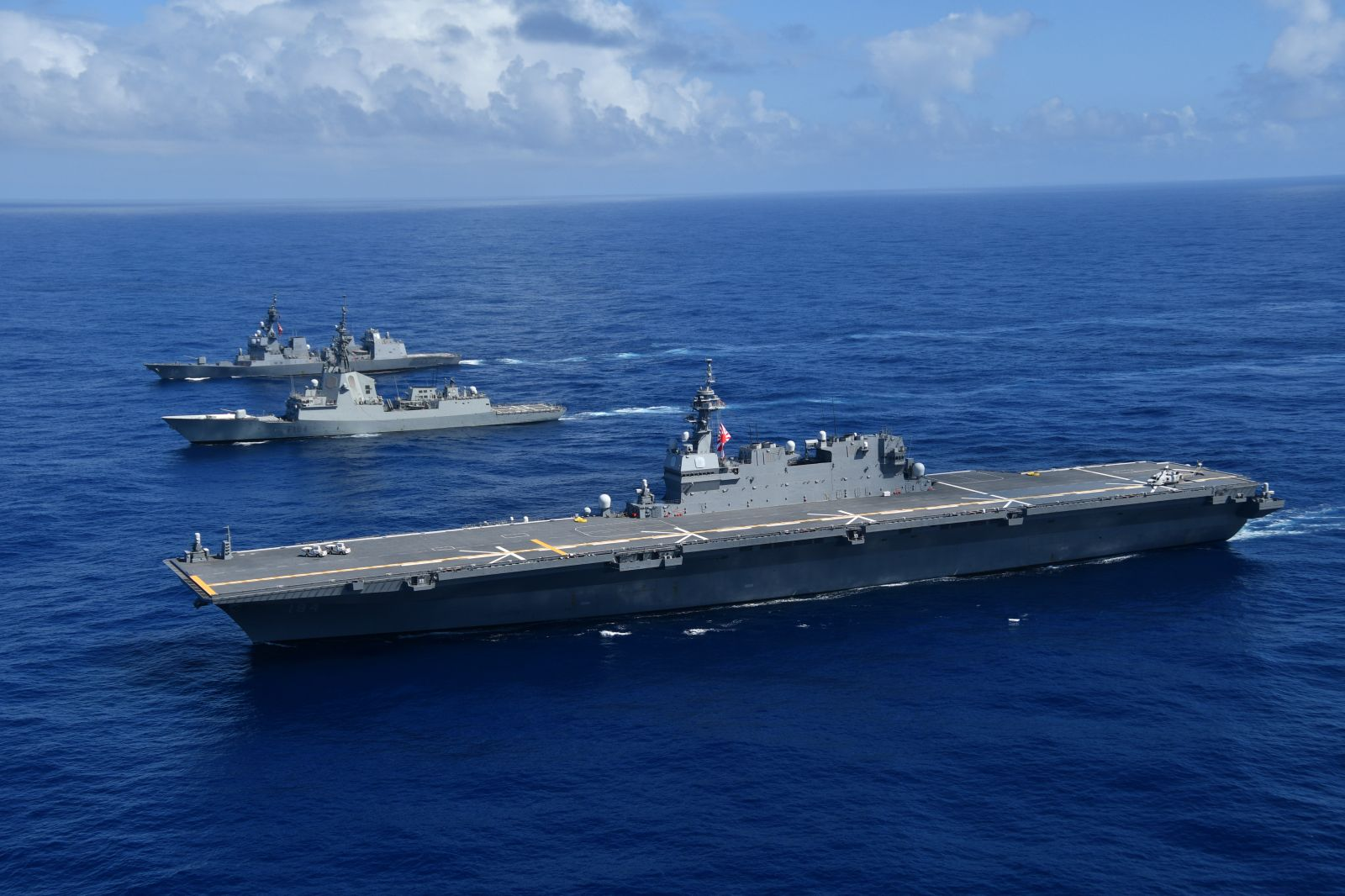
日スペイン共同訓練実施中の「メンデス・ヌニェス」（中）、手前は「かが」